# Nomenclator (antiga Roma)

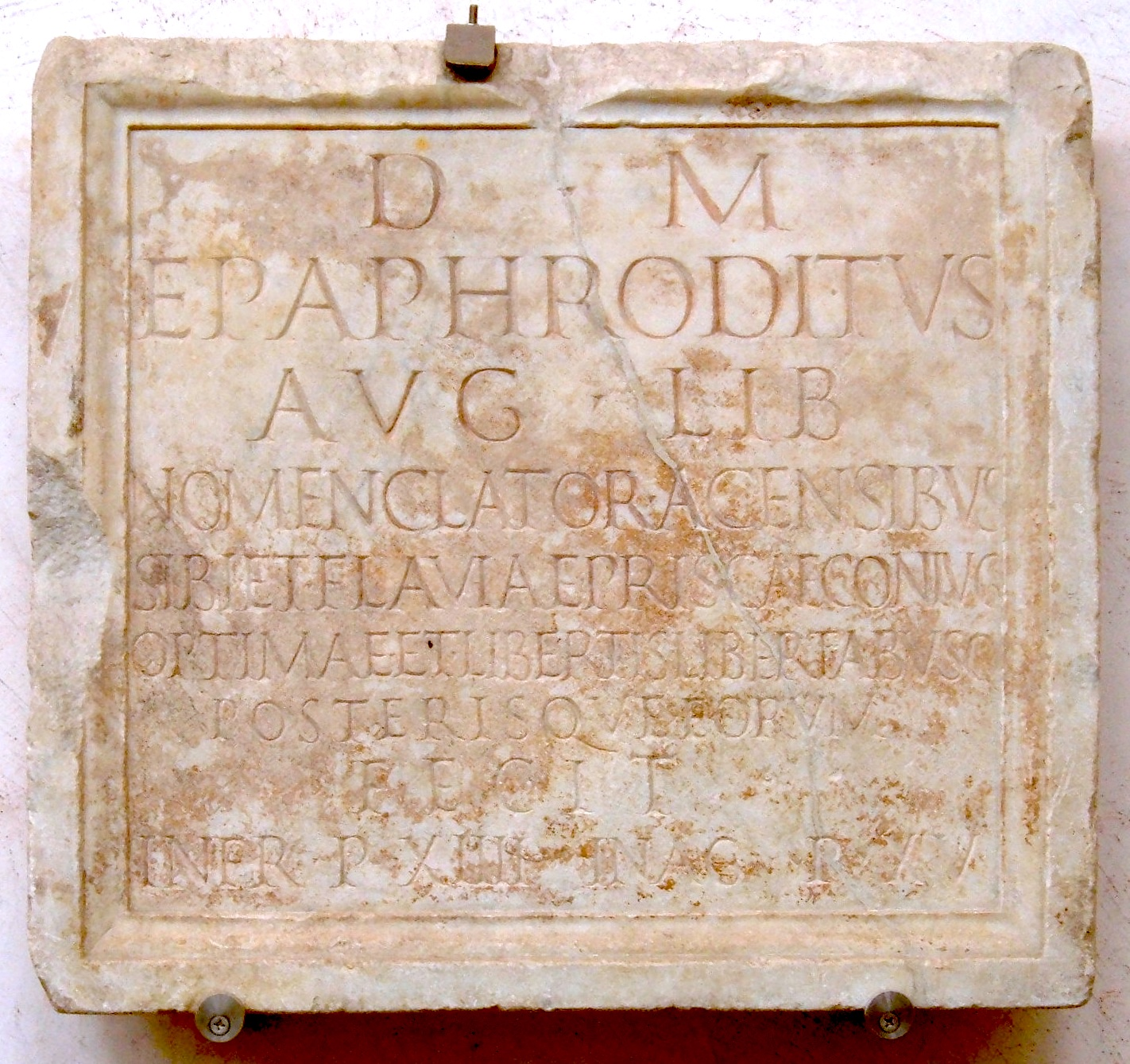
Inscripció sepulcral per a Epaphroditus, llibert imperial i nomenclator, i la seva dona Flavia Prisca

A l'antiga Roma, un nomenclator era un domèstic o funcionari la funció del qual consistia en recordar a qui pertoqués i en el moment oportú els noms de les persones. Al Pro Murena (XXXVI, 77), Ciceró diu que saludar els conciutadans pel seu nom era un senyal d'honorabilitat i que per fer això era necessari l'ajut del nomenclator. També, en contextos com el d'una oficina pública (p. ex. un tabularium important) amb molt de personal, els nomenclatores podien servir per reconèixer totes les persones que hi treballaven. L'ofici de nomenclator exigia per tant una molt bona memòria per reconèixer les persones i enrecordar-se'n de llurs noms. Els nomenclatores podien ser tant esclaus com lliberts. En trobem inscripcions epigràfiques funeràries al Cementiri dels officiales de Cartago, entre d'altres.